# Samuel Maxwell (Boxer)
Samuel Maxwell (* 17. Oktober 1988 in Hackney, London) ist ein englischer Profiboxer, der seit August 2021 den britischen und den Commonwealth-Titel im Halbweltergewicht hält. Als Amateur gewann er eine Bronzemedaille bei den Commonwealth Games 2014.

## Leben
Maxwell gab sein Profidebüt am 7. Oktober 2016 in der Greenbanks Sports Academy in Liverpool mit einem Vier-Runden-Sieg nach Punkten (PTS) gegen Ibrar Riyaz.